# ウチカビ

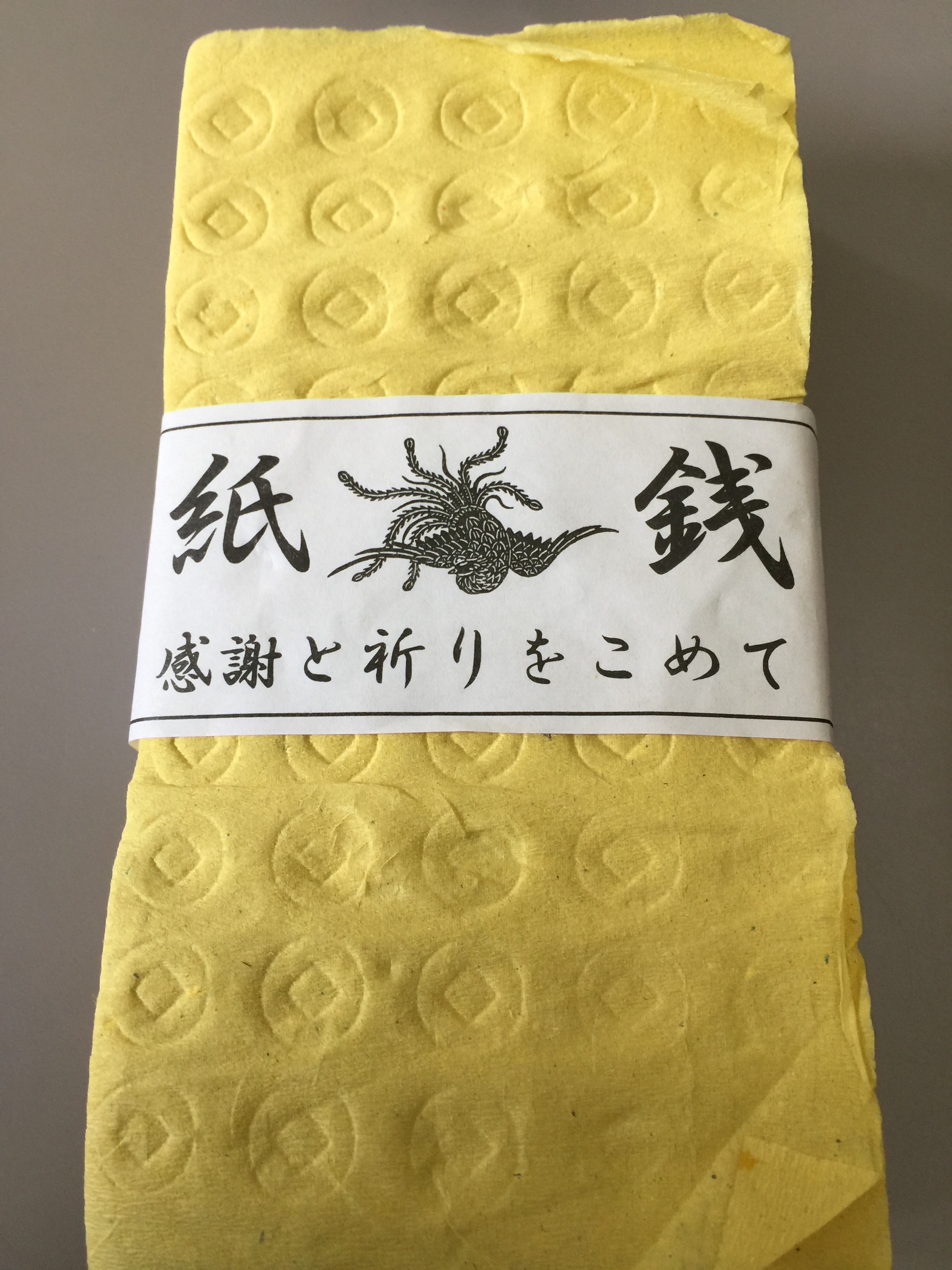
ウチカビ（現在市販されているもの）

ウチカビ（打紙）は、沖縄県にて先祖供養の際に用いられている冥銭の一種。

## 概要
ウチカビに類似したものは中国や台湾・韓国などで見られ、「紙銭」または「冥銭」と呼ばれている。ウチカビは、藁や古畳などを原料に漉いた黄色の紙に、銭形の模様を槌などで叩いて付けたもので、3枚で1組になっており、1人1人これを用意することが慣わしである。

## 用途
清明祭の墓参りや年忌などの先祖供養、旧盆の最終日などに使用され、先祖の霊があの世にて金銭面で苦労しないようにするために用意され、墓や仏壇、御嶽などの聖地や屋敷内の祭壇で使用される。
使用方法は、1枚目のウチカビの端を火で燃やし、折り目を変えて底部にアルミホイルを敷いた鉄ボウルに燃やしていき、燃え切る前に次のウチカビを入れる。全てのウチカビを燃やしたら、泡盛や茶を3回に分けて注ぎかけ、供えられている花を添えて、先祖への奉げ物として屋外で鉄ボウルをひっくり返していく。また、地域や家庭によっては、バナナや餅、三枚肉を添えることもある。ウチカビは、基本的に1人3枚ずつ燃やす慣わしだが、家庭によっては1人当たりの燃やす枚数が異なる。

## 歴史
ウチカビの起源は中国の紙銭で、沖縄には14世紀後半頃に伝わったとされている。士族の慣習を記した『四本堂家礼』には、ウチカビを清明祭に用意することが記されており、この風習は中国に出自する近世の久米村系士族の間で行われた。一般民衆にも普及したのは明治以降とされ、工場で生産される前は各家庭にて、紙を重ねた上に型押しして手作りしていた。現在、沖縄で流通している一般的なウチカビは、県内では昭和製紙株式会社のみが製作している。

## 近年のウチカビ
近年、様々なデザインのウチカビが販売されており、2013年（平成25年）には「琉球冥界銀行券」の商品名で、一万円紙幣に酷似したウチカビが発売された。本来の使用目的だけではなく、観光客向けの土産という狙いもあったが、2014年（平成26年）5月にタクシー料金の支払いとして使われる詐欺事件が発生したため、若干のデザイン変更を余儀なくされた。